# Omulëvka
L'Omulëvka (in russo Омулёвка?) è un affluente di sinistra del fiume Jasačnaja (bacino idrografico della Kolyma). Scorre nell'Oblast' di Magadan e nella Sacha (Jacuzia), in Russia.
Il fiume ha origine dai Monti Ochandja (una catena del sistema dei Monti Čerskij) e scorre, costeggiando da sud gli speroni degli Ulachan-Čistaj e dei Monti della Moma, lungo il bassopiano della Kolyma. La lunghezza del fiume è di 410 km, l'area del suo bacino è di 13 500 km². Sfocia nella Jasačnaja a 152 km dalla foce.